# زمین‌لرزه بزرگ کانتو

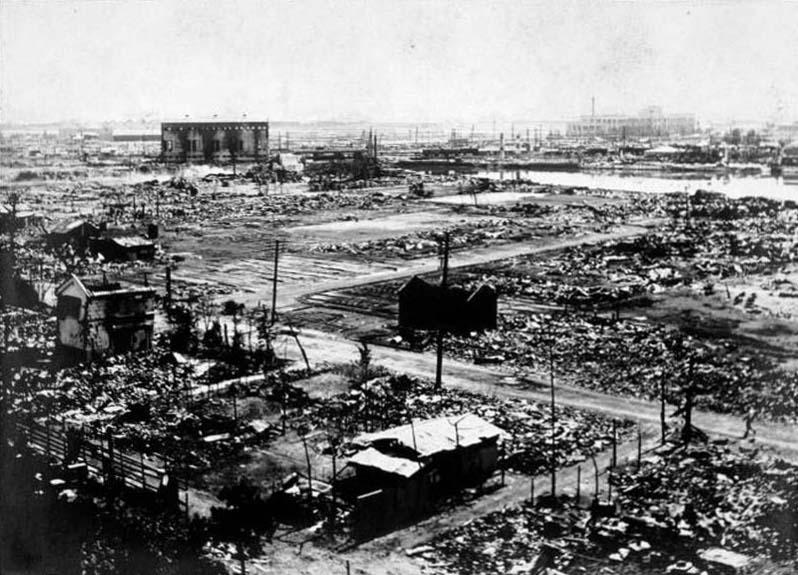
یوکوهاما پس از زلزله بزرگ کانتو

زمین‌لرزه بزرگ کانتو (به ژاپنی: 関東大震災 Kanto-daishinsai) در ساعت ۱۱ و ۵۸ دقیقه صبح اول سپتامبر سال
۱۹۲۳ میلادی در منطقه کانتو واقع در ژاپن رخ داده‌است. شدت این زلزله ۷٫۹ ریشتر بوده است و تکان‌های زمین بین ۴ تا ۱۰ دقیقه ادامه داشته‌است. در اثر این زلزله آسیب‌های گسترده‌ای به توکیو، یوکوهاما، استان کاناگاوا، استان چیبا، استان شیزوئوکا و سراسر منطقهٔ کانتو وارد شد. قدرت زلزله به حدی بوده است که در اثر آن مجسمهٔ بزرگ بودا در کاماکورا که به فاصلهٔ ۶۰ کیلومتری از مرکز زلزله قرار داشته با وزن ۹۳ تن چند متر جابجا شده‌است. کشته شدگان و مفقود شدگان در اثر این حادثه ۱۴۲٬۸۰۰ نفر تخمین زده می‌شوند.

## نگارخانه

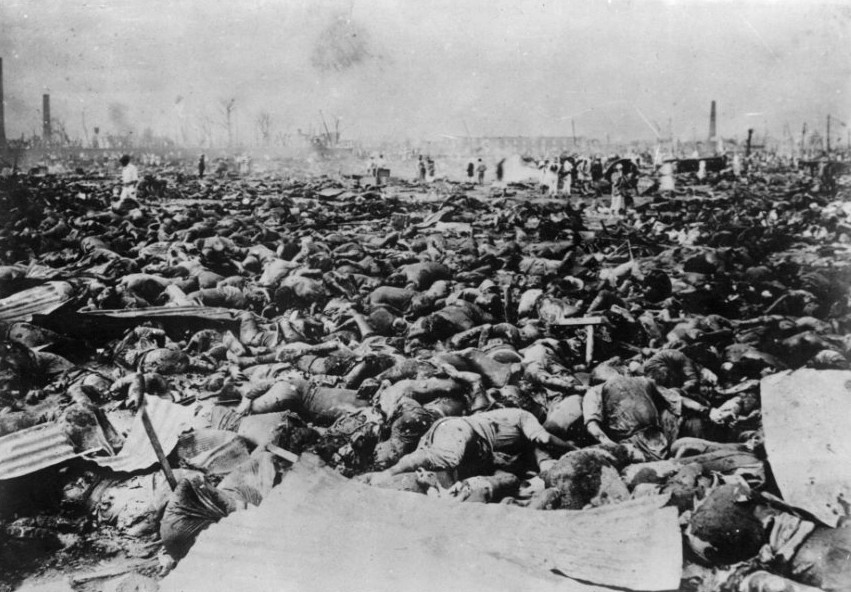
قربانیان زلزله
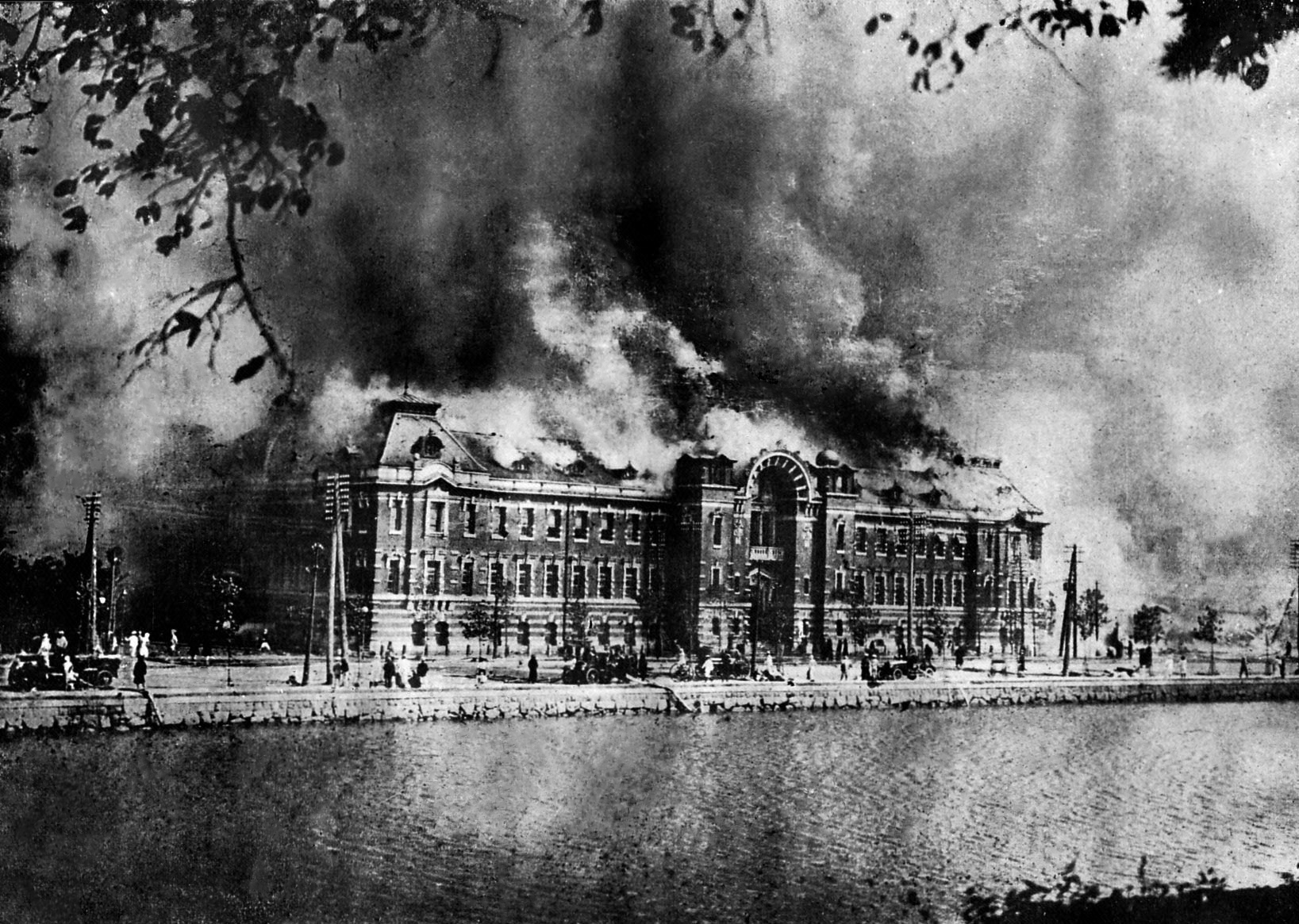
آتش سوزی پس از زلزله در اداره پلیس
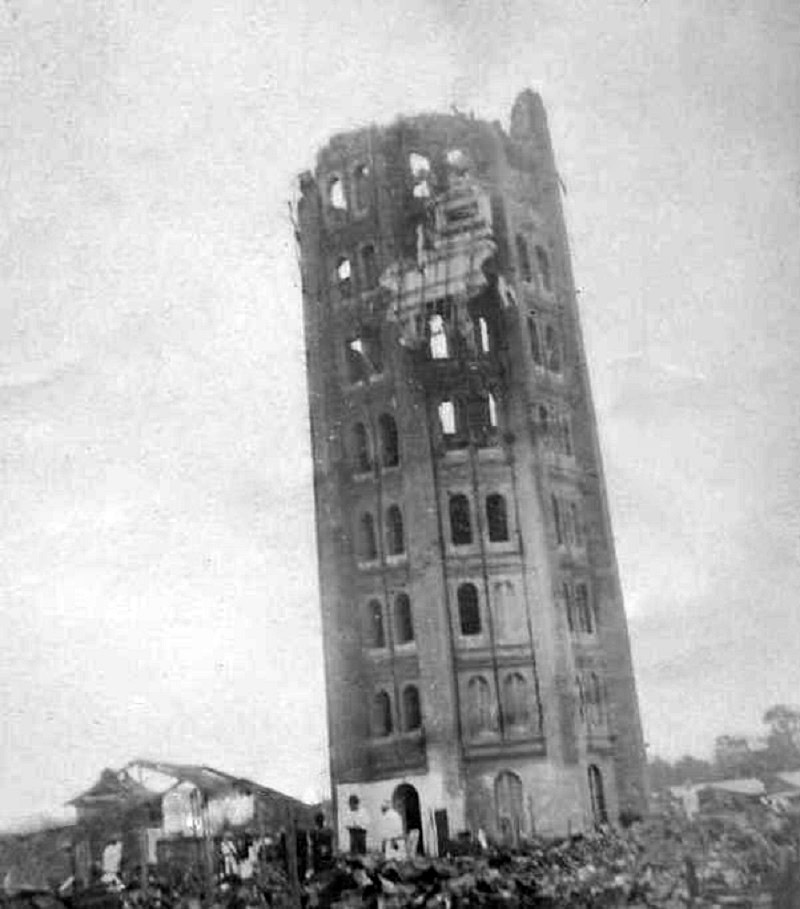
بقایای ریواونکاکو (凌雲閣) در آساکوسا. یکی از بناهای مهم تخریب شده در اثر زلزله.